# USS Gambier Bay (CVE-73)
USS Gambier Bay (CVE-73) là một tàu sân bay hộ tống lớp Casablanca được Hải quân Hoa Kỳ chế tạo trong Chiến tranh Thế giới thứ hai; tên nó được đặt theo một vịnh tại đảo Admiralty thuộc quần đảo Alexander, Alaska. Gambier Bay đã hoạt động trong Thế Chiến II cho đến khi bị đánh chìm trong Trận chiến ngoài khơi Samar vào ngày 25 tháng 10 năm 1944, trở thành chiếc tàu sân bay Hoa Kỳ duy nhất bị đánh chìm bởi hải pháo đối phương. Nó được tặng thưởng danh hiệu Đơn vị Tuyên dương Tổng thống cùng bốn Ngôi sao Chiến trận do thành tích phục vụ trong Thế Chiến II.

## Thiết kế và chế tạo
Gambier Bay nguyên dự định mang ký hiệu lườn AVG-73, nhưng được xếp lại lớp thành ACV-73 vào ngày 20 tháng 8 năm 1942 trước khi được đặt lườn tại Xưởng tàu Vancouver của hãng Kaiser Company, Inc. ở Vancouver, Washington vào ngày 10 tháng 7 năm 1943. Nó lại được xếp lớp thành CVE-73 vào ngày 15 tháng 7 trước khi được hạ thủy vào ngày 22 tháng 11 năm 1943; được đỡ đầu bởi bà H. C. Zitzewitz, phu nhân Trung tá Hải quân Zitzewitz, sĩ quan liên lạc cao cấp Văn phòng Tàu chiến Hải quân tại xưởng tàu Vancouver; và nhập biên chế tại Astoria, Oregon vào ngày 28 tháng 12 năm 1943 dưới quyền chỉ huy của Hạm trưởng, Đại tá Hải quân Hugh H. Goodwin.

## Lịch sử hoạt động

### Trung tâm và Tây Nam Thái Bình Dương

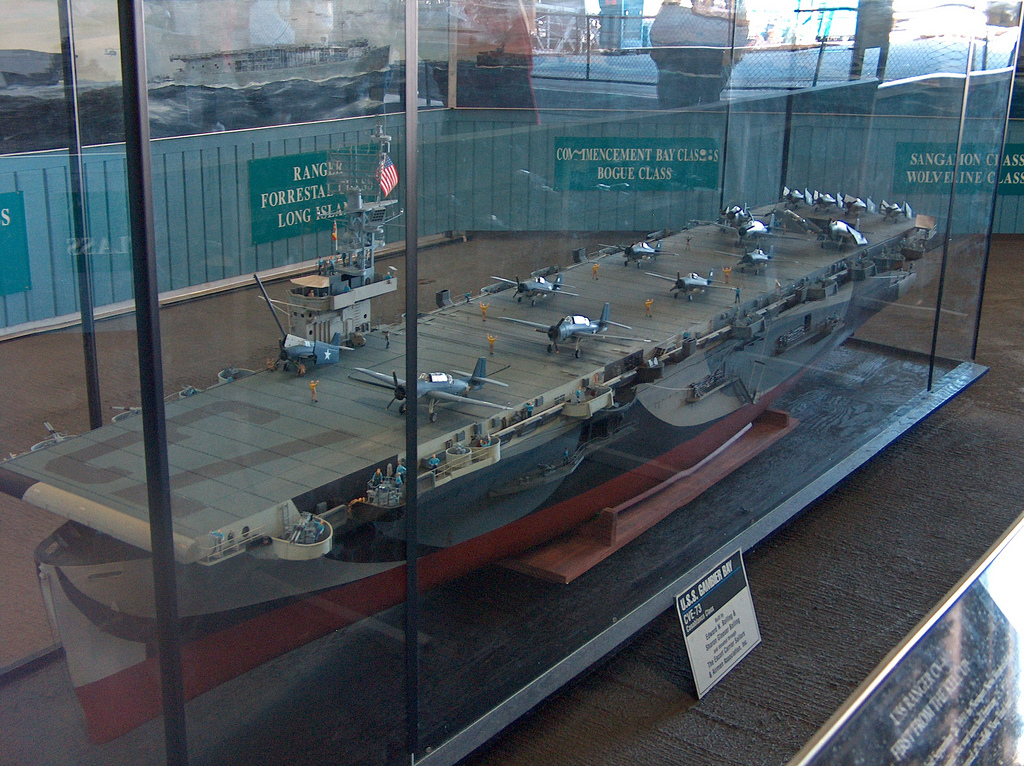
Mô hình Gambier Bay tại Bảo tàng USS Midway

Sau chuyến đi chạy thử máy ngoài khơi San Diego, California, Gambier Bay lên đường vào ngày 7 tháng 2 năm 1944 cùng 400 binh lính trên tàu để hướng sang Trân Châu Cảng, rồi cùng tàu khu trục Norman Scott đi đến điểm gặp gỡ tại quần đảo Marshall, nơi nó chuyển giao 84 máy bay thay thế cho tàu sân bay Enterprise. Nó quay trở về San Diego ngang qua Trân Châu Cảng, vận chuyển máy bay cần sửa chữa rồi hoạt động huấn luyện chuẩn nhận phi công tàu sân bay ngoài khơi bờ biển phía Nam California. Nó lên đường vào ngày 1 tháng 5 để gia nhập Đội đặc nhiệm 52.11, Đội tàu sân bay hỗ trợ 2 dưới quyền Chuẩn đô đốc Harold B. Sallada, được tập trung tại khu vực quần đảo Marshall cho cuộc tấn công đổ bộ lên quần đảo Mariana.
Gambier Bay đã hỗ trợ gần mặt đất cho cuộc đổ bộ ban đầu của lực lượng Thủy quân Lục chiến lên Saipan vào ngày 15 tháng 6, phá hủy các vị trí đặt pháo, tập trung quân, xe tăng và xe cộ đối phương. Vào ngày 17 tháng 6, máy bay tiêm kích tuần tra chiến đấu trên không của nó đã bắn rơi hay đẩy lui hầu hết một lực lượng 47 máy bay đối phương tấn công vào đội hình đội đặc nhiệm của nó, và bản thân các pháo thủ phòng không trên tàu đã bắn rơi hai trong số ba máy bay đối phương lọt qua được hàng rào phòng thủ. Sang ngày hôm sau, tiếp tục có cảnh báo về một đợt không kích khác của đối phương, tám máy bay thuộc Liên đội Hỗn hợp 10 (VC-10) đã cất cánh để hỗ trợ đẩy lui cuộc không kích; họ được trợ giúp bởi màn hỏa lực phòng không dày đặc của toàn bộ đội đặc nhiệm.
Gambier Bay tiếp tục ở lại ngoài khơi Saipan, chống trả các cuộc không kích của đối phương, bắn phá các cứ điểm phòng thủ và hỗ trợ binh lính Thủy quân Lục chiến trên bờ. Trong thời gian đó, các tàu sân bay thuộc Lực lượng Đặc nhiệm 58 đã thành công trong việc đánh bại cuộc phản công của Hạm đội Liên hợp Nhật Bản trong Trận chiến biển Philippine, hầu như vô hiệu hóa không lực tàu sân bay đối thủ. Chiếc tàu sân bay hộ tống tiếp tục hoạt động hỗ trợ gần tại Tinian từ ngày 19 đến ngày 31 tháng 7, rồi chuyển hướng sang Guam, nơi những hoạt động tương tự được thực hiện cho đến ngày 11 tháng 8.

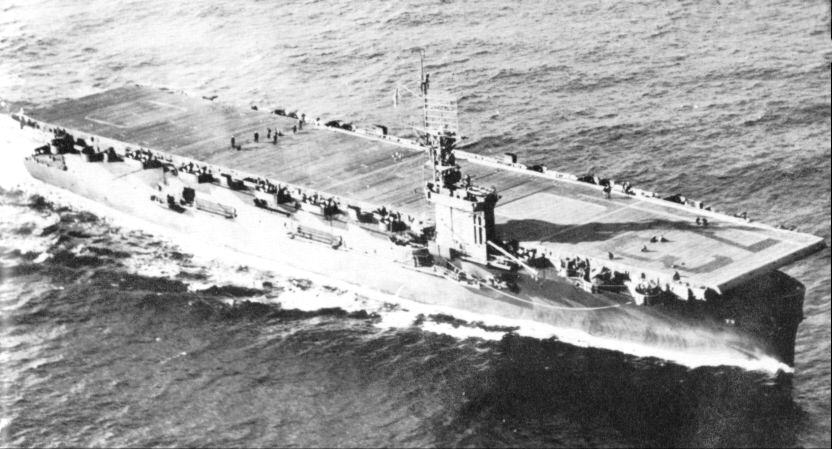
Gambier Bay trên đường đi.

Sau khi được nghỉ ngơi để tiếp liệu tại khu vực quần đảo Marshall, Gambier Bay đã lên đường hỗ trợ cho các cuộc tấn công, đổ bộ và chiếm đóng Peleliu và Angaur, thuộc khu vực Nam nhóm quần đảo Palau từ ngày 15 đến ngày 28 tháng 9. Sau đó nó di chuyển ngang qua Hollandia (nay là Jayapura) thuộc New Guinea để đi đến đảo Manus thuộc quần đảo Admiralty, nơi lực lượng được tập trung cho chiến dịch đổ bộ tiếp theo lên quần đảo Philippine. Được bốn tàu khu trục hộ tống bảo vệ, Gambier Bay và tàu sân bay chị em Kitkun Bay (CVE-71) đã hộ tống cho các tàu vận tải và tàu đổ bộ di chuyển an toàn đến vịnh Leyte, trước khi gia nhập Đơn vị Đặc nhiệm tàu sân bay hộ tống 77.4.3 dưới quyền Chuẩn đô đốc Clifton Sprague ngoài khơi đảo Leyte vào ngày 19 tháng 9.

### Philippine (Trận chiến vịnh Leyte)
Đơn vị đặc nhiệm, với mã gọi tắt vô tuyến là "Taffy 3", bao gồm sáu tàu sân bay hộ tống, được một lực lượng hộ tống bảo vệ gồm ba tàu khu trục và bốn tàu khu trục hộ tống. Họ trực thuộc Đội đặc nhiệm 77.4 dưới quyền Chuẩn đô đốc Thomas L. Sprague, một lực lượng 18 tàu sân bay hộ tống được chia thành ba đơn vị ("Taffy"), mỗi đơn vị sáu tàu sân bay, với nhiệm vụ duy trì ưu thế trên không bên trên vịnh Leyte và phía Đông Leyte. Trong quá trình tấn công, máy bay của họ đã phá hủy sân bay, các đoàn tàu tiếp liệu và điểm tập trung quân đối phương, hỗ trợ trên không cho lực lượng tấn công, và tuần tra chiến đấu trên không bảo vệ tàu bè đổ bộ trong vịnh Leyte. Trong khi "Taffy 1" và "Taffy 2" lần lượt đảm trách khu vực phía Bắc Mindanao và ngoài khơi lối ra vào vịnh Leyte, "Taffy 3" di chuyển ngoài khơi Samar.
Trong khi đó, Hạm đội Liên hợp Nhật Bản tung ra cuộc phản công để chống lại hạm đội Hoa Kỳ, trong một nỗ lực vô vọng nhằm tiêu diệt tàu bè đổ bộ Hoa Kỳ tập trung trong vịnh Leyte, và qua đó ngăn được cuộc đổ bộ lên Philippines. Lực lượng gần như toàn bộ tàu chiến còn lại của họ, bao gồm tàu sân bay, thiết giáp hạm, tàu tuần dương và tàu khu trục, được chia thành ba mũi gọng kìm ở phía Bắc, Trung tâm và phía Nam. Trong Trận chiến eo biển Surigao, Lực lượng phía Nam Nhật Bản bị những thiết giáp hạm cũ và tàu tuần dương của Đội đặc nhiệm 77.2 dưới quyền Chuẩn đô đốc Jesse Oldendorf tiêu diệt trước bình minh ngày 25 tháng 10, khi chúng tìm cách băng qua eo biển Surigao để xâm nhập vịnh Leyte. Đang khi băng qua biển Sibuyan trên đường tiến đến eo biển San Bernardino trong ngày 24 tháng 10, Lực lượng Trung tâm Nhật Bản chịu đựng nhiều cuộc không kích của máy bay cất cánh từ tàu sân bay thuộc Đệ Tam hạm đội dưới quyền Đô đốc William Halsey, bị mất thiết giáp hạm khổng lồ Musashi. Sau Trận chiến biển Sibuyan, Đô đốc Halsey không còn coi Lực lượng Trung tâm Nhật Bản là một mối đe dọa đáng kể, nên ông tung toàn bộ lực lượng của mình, gồm các tàu sân bay nhanh và thiết giáp hạm mạnh nhất, lên phía Bắc để đuổi theo Lực lượng phía Bắc Nhật Bản trong Trận chiến mũi Engaño. Thực ra, Lực lượng phía Bắc Nhật Bản chỉ đóng vai trò mồi nhữ, vì chúng chỉ là những tàu sân bay còn lại rất ít máy bay.

#### Trận chiến ngoài khơi Samar

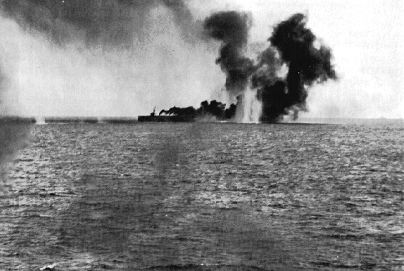
Gambier Bay chịu đựng hải pháo đối phương trong Trận chiến ngoài khơi Samar. Góc trên bên phải là một tàu tuần dương hạng nặng Nhật Bản, có thể là chiếc Chikuma.

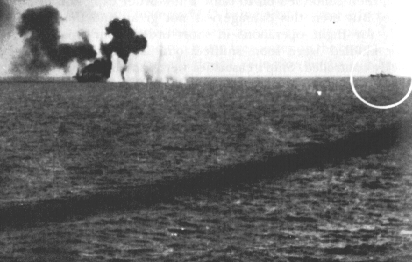
Gambier Bay đang hứng chịu hỏa lực với những phát đạn pháo vây quanh. Con tàu trong vòng tròn là một thiết giáp hạm Nhật Bản, có thể là Yamato.

Việc các tàu sân bay của Halsy rời đi lên phía Bắc khiến chỉ còn các tàu sân bay hộ tống của là lực lượng duy nhất bảo vệ khu vực xung quanh Samar. Các chỉ huy Hoa Kỳ đã không nhận thức việc di chuyển vào ban đêm của Lực lượng Trung tâm Nhật Bản đang hướng đến Samar. Tuy nhiên, không lâu sau bình minh ngày 25 tháng 10, một khoảng trống qua làn sương mù buổi sáng đã bộc lộ kiểu dáng tháp chùa đặc trưng của các thiết giáp hạm và tàu tuần dương đối phương trên đường chân trời phía Bắc. Lực lượng Trung tâm còn rất nguy hiểm với bốn thiết giáp hạm, sáu tàu tuần dương hạng nặng, hai tàu tuần dương hạng nhẹ và 11 tàu khu trục, đã băng qua eo biển San Bernardino mà không bị phát hiện và đang đi dọc theo bờ biển phủ sương mù của Samar để tiến đến vịnh Leyte.
"Taffy 3" bị áp đảo về ưu thế hỏa lực so với Lực lượng Trung tâm, nhưng sự hiện hiện diện của lực lượng đối phương vịnh Leyte là điều không thể chấp nhận, nên "Taffy 3" xoay ra đối đầu với đối thủ. Chuẩn đô đốc Thomas L. Sprague lập tức kêu gọi mọi sự trợ giúp có thể từ các đơn vị bạn, trong khi các tàu sân bay của nó rút chạy về phía Đông và phóng hết số máy bay của chúng. Máy bay tấn công đội hình đối phương bằng ngư lôi, bom và súng máy cho đến khi hết đạn, rồi tiếp tục tấn công giả mà không có vũ khí, nhằm phá vỡ đội hình đối phương nhằm trì hoãn việc tấn công. Các tàu khu trục và tàu khu trục hộ tống thả những màn khói ngụy trang nhằm che khuất những mục tiêu khỏi sự quan sát đối phương; họ ra vào màn khói để tấn công các tàu chiến Nhật Bản ở tầm bắn trực tiếp rồi lại ẩn nấp và tiếp tụ thả khói. Bất chấp những nỗ lực này, Gambier Bay bị bắn trúng nhiều phát từ các tàu đối phương. Khẩu pháo 5 in (130 mm) duy nhất của nó phản công vào một tàu tuần dương đang nổ súng vào nó, và các tàu khu trục Heermann (DD-532) và Johnston (DD-557) cũng nỗ lực vô vọng nhằm cứu nó.
Khoảng 08 giờ 20 phút, Gambier Bay bị hư hại nặng bởi một quả đạn pháo 8 in (200 mm) từ tàu tuần dương hạng nặng Chikuma, làm ngập nước phòng động cơ phía trước và khiến tốc độ bị giảm chỉ còn một nữa. Nó nhanh chóng chết đứng giữa biển trong khi thiết giáp hạm Yamato tiến đến ở tầm bắn trực tiếp; Yamato được thấy rõ trong các tấm ảnh được chụp khi "Taffy 3" bị tấn công. Chiếc tàu sân bay bốc cháy suốt từ mũi đến đuôi, lật úp lúc 09 giờ 07 phút và đắm lúc 09 giờ 11 phút. Vị trí đắm của nó ở tọa độ xấp xỉ 11°46′B 126°09′Đ / 11,767°B 126,15°Đ. Hầu hết trong số gần 800 người sống sót của nó được vớt hai ngày sau đó bởi các tàu đổ bộ và xuồng tuần tra được phái đến từ vịnh Leyte; cá mập đã giết chết một số người. Hoel (DD-533), Samuel B. Roberts (DE-413) và Johnston cũng bị mất trong trận này. Gambier Bay là tàu sân bay duy nhất của Hải quân Hoa Kỳ bị đánh chìm bởi hải pháo trong Thế Chiến II.

## Phần thưởng
Gambier Bay được tặng thưởng danh hiệu Đơn vị Tuyên dương Tổng thống cùng bốn Ngôi sao Chiến trận do thành tích phục vụ trong Thế Chiến II.